# Rutilia savaiiensis
Rutilia savaiiensis är en tvåvingeart som beskrevs av Malloch 1935. Rutilia savaiiensis ingår i släktet Rutilia och familjen parasitflugor. Inga underarter finns listade i Catalogue of Life.